# 山口県立大津緑洋高等学校
山口県立大津緑洋高等学校（やまぐちけんりつ おおつりょくようこうとうがっこう）は、山口県長門市東深川に本校を置く公立の高等学校。
2011年（平成23年）4月に同市内の県立高校3校（大津・日置農業・水産）が統合されて新設された。

## 概要
長門市内にあった山口県立大津高等学校・山口県立水産高等学校・山口県立日置農業高等学校が統合されて、2011年（平成23年）に設立された高校。山口県内では初めて普通高校と専門高校（水産高校・農業高校）が統合されて成立した学校である。
長門市唯一の公立高校であることから、卒業後の進路は就職、難関大学進学と多岐にわたっている。
寄宿舎「青新寮」を完備している。

校舎
当面は総合高校とはならずに旧3校の校舎を利用し（キャンパス方式）、学科ごとに分散して授業を行っている。また3校舎の生徒が交流するための「交流教室」があり、校舎間は連絡バスで結ばれている。
- 大津校舎（旧・大津高等学校 / 〒759-4101 山口県長門市東深川427-2、北緯34度22分52.8秒 東経131度11分33.9秒） - 普通科（本部）
- 日置校舎（旧・日置農業高等学校 / 〒759-4401 山口県長門市日置上401-2、北緯34度22分52.8秒 東経131度6分53.4秒） - 農業系学科
- 水産校舎（旧・水産高等学校 / 〒759-4106 山口県長門市仙崎1002、北緯34度23分9.7秒 東経131度12分7.7秒） - 水産系学科

設置課程・学科
全日制課程 5学科（大津校舎：90人、日置校舎：50人、水産校舎：50人）
- 普通科（大津校舎）
- 生物生産科（日置校舎）2コース - 生物資源コース（圃場整備・畜産系）・園芸活用コース（園芸農業系）
- 生活科学科（日置校舎）2コース - 生活福祉コース（家庭科系）・食品文化コース（食品加工系）
- 海洋技術科（水産校舎）2コース - 航海コース・機関コース
- 海洋科学科（水産校舎）2コース - マリンバイオコース・マリンフードコース

専攻科（水産校舎のみ）
- 航海科
- 機関科

校訓
「自主・創造・飛躍」
校章
校名をローマ字表記にした「Otsuryokuyo」からoとrとyの3文字を組み合わせたものを背景にして、中央に「高」の文字を置いている。
校歌
作詞は石井昭吉、作曲は檜原弘による。歌詞は3番まであり、各番に校名の「大津緑洋」が登場する。
国際交流校
中馬高等学校（大韓民国）

## 沿革
- 2005年（平成17年） - 山口県の県立高校再編整備計画の「平成18年度 - 平成21年度計画」[1]において、大津高校と水産高校の統合計画が公表される。
  - 同年7月11日 - 長門市議会本会議において「長門市内の県立高校の再編統合計画（案）の撤回を求める意見書」を全会一致で可決[2]。これを受ける形で、大津・水産両高校の統合計画を一旦白紙に戻される。
- 2008年（平成20年）6月9日 - 大津高校・水産高校・日置農業高校の統合案を公表[3]。
- 2009年（平成21年）10月9日 - 山口県議会本会議にて3高統合案が可決成立[4]。
- 2011年（平成23年）4月8日 - ルネッサながとで開校式を挙行。
  - 2010年（平成22年）4月入学生が卒業するまで、山口県立大津高等学校・日置農業高等学校・水産高等学校の3校は存続（大津緑洋高等学校と併存）。
- 2012年（平成24年）10月 - 3校舎の男子生徒が利用できる「青海寮」が完成。
- 2013年（平成25年）3月31日 - 山口県立大津高等学校・日置農業高等学校・水産高等学校の3校が閉校。

## 部活動
統合前の各校の部活動がそのまま存続していたが、運動部については種目別に各校舎に集約され、旧大津高校時代に全国制覇の経歴を持つ軟式野球部については2012年度中に硬式野球部（旧水産高校の野球部が母体）に一本化された。
2013年（平成25年）、3校統合後初めてラグビー部が第93回全国高等学校ラグビーフットボール大会（花園）に出場を果たした。
運動部
- 大津校舎 - 陸上競技部（短距離走）、バレーボール部（女）、バスケットボール部（男）、ラグビー部、剣道部、卓球部（女）、弓道部（女）、
- 日置校舎 - ソフトテニス部（女）、バドミントン部（女）
- 水産校舎 - 硬式野球部、陸上競技部（長距離走、投擲）、ソフトテニス部（男）、卓球部（男）、柔道部、ボート部、カッター部

文化部
- 大津校舎 - 文芸部、美術部、筝曲部、英語部
- 日置校舎 - 吹奏楽部、文芸部、新聞部、ボランティア部、農業クラブ、家庭クラブ
- 水産校舎 - 文芸部、新聞部、水産科学部、機械部